# Natalia Ponce de León
Natalia Ponce de León, née le 8 août 1980 à Bogota, est une activiste colombienne, victime en mars 2014 d'une agression à l'acide sulfurique. Elle crée en mars 2015 la Fondation Natalia Ponce de León qui a pour vocation le soutien des victimes d'attaques à l'acide dans son pays.

## Biographie

### Études
En 2006, Natalia Ponce de León sort diplômée de la faculté de médias audiovisuels de Bogota. Elle étudie ensuite au Politécnico Grancolombiano.

### Attaque et procès
Le 27 mars 2014, un voisin obsédé par Natalia Ponce de León l'attend en bas de son immeuble et l'attaque à l'acide sulfurique quand celle-ci en sort. 24 % de son corps est touché. À l'aide de 20 caméras de surveillance, la police nationale parvient à identifier l'agresseur, Jonathan Vega. Un indice, une blessure sur son bras, le trahit. Il est arrêté le 4 avril 2014, une semaine après l'attaque, et n'affiche aucune résistance au moment de son arrestation. La veille au soir, l'ex-ministre de l'Environnement colombien Juan Gabriel Uribe (es) déclarait à la télévision que l'agresseur devrait lui aussi être aspergé d'acide.
Le bilan psychiatrique de l'agresseur conclut que celui-ci souhaitait assassiner sa victime avec son attaque. Lors de l'audience préparatoire ouverte en octobre 2014, les avocats de la défense plaide la folie, l'agresseur étant diagnostiqué schizophrénique depuis plus de dix ans.
En janvier 2016, le président Juan Manuel Santos signe la loi visant à punir entre 12 et 50 ans d'emprisonnement les auteurs d'agressions à l'acide. En septembre 2016, Jonathan Vega est condamné en première instance à 21 ans et 11 mois de prison. En janvier 2017, sa peine est réduite à 20 ans par la Cour suprême de Bogota.

### Reconstruction
Fin mai 2014, Natalia Ponce de León sort de soins intensifs et rentre chez elle. En août 2014, elle brise le silence et commence à parler de son agression à la presse nationale émue par le drame subie par la jeune fille. Elle déclare vouloir créer un mouvement de soutien des victimes d'attaques à l'acide.
En 2015, elle crée la Fondation Natalia Ponce de León pour appuyer les femmes victimes d'attaques à l'acide.
En janvier 2016, elle révèle pour la première depuis son accident son apparence physique au public,. Pour sa reconstruction chirurgicale, Natalia Ponce de León a recours au Glyaderm, une peau artificielle composée à partir de peau naturelle provenant de donneurs.

## Prix et récompenses
- 2016 : 100 femmes de l'année 2016 par la BBC[16].
- 2017 : Prix international de la femme de courage délivré par la première dame des États-Unis Melania Trump et du sous-secrétaire d’État aux affaires politiques Thomas A. Shannon[17],[18]